# This Ain’t the Interview XXX
This Ain’t the Interview XXX ist eine Porno-Parodie über den Film The Interview.

## Inhalt
Der nordkoreanische Machthaber Kim Jong-un ist Fan des US-Moderatoren Dave Skylark und lädt ihn zu sich ein für ein Interview. Beim Besuch fällt auf, dass in Kims Palast ständig Partys gefeiert werden. Letztlich gesteht Kim Jong-un seine transsexuelle Neigung.

### Szenen
- Szene 1. Anya Ivy, Evan Stone
- Szene 2. A.J. Applegate, Chanel Preston
- Szene 3. Cindy Starfall, Evan Stone
- Szene 4. Akira Lane, Mila Blaze, Alec Knight
- Szene 5. Chanel Preston, Cindy Starfall, Lucky Starr, Mia Li, Evan Stone, Jovan Jordan

## Produktion und Veröffentlichung
Der Film wurde von Hustler Video produziert und vermarktet. Das Drehbuch schrieb und Regie führte Will Ryder. Drehort war Los Angeles. Erstmals wurde der Film am 4. April 2015 veröffentlicht.

## Nominierungen
- AVN Awards, 2016
  - Nominee: Best Supporting Actress, Chanel Preston

- XBiz Awards, 2016
  - Nominee: Director of the Year – Parody, Will Ryder
  - Nominee: Parody Release of the Year
  - Nominee: Best Actor – Parody Release, Evan Stone
  - Nominee: Best Scene – Parody Release, Cindy Starfall, Evan Stone
  - Nominee: Best Actress – Parody Release, Chanel Preston

- XRCO Awards, 2016
  - Nominee: Best Parody: Comedy